# RS-527
Pour les articles homonymes, voir Route 527.
La RS-527 est une route locale du Centre-Ouest de l'État du Rio Grande do Sul située dans la municipalité de Júlio de Castilhos. Elle consiste en un petit tronçon de 5 km qui relie celle-ci à la BR-158/392. Elle doit être prolongée jusqu'à Tupanciretã, 23 km au nord-ouest.